# Fatma Mukhtarova
Fatma Mukhtarova (en azéri : Fatma Səttar qızı Muxtarova; née le 26 mars 1893 ou 1898 et morte le 19 octobre 1972) était une chanteuse d'opéra russe et soviétique (mezzo-soprano), Artiste émérite de Géorgie et du peuple, Artiste du Peuple de la RSS d'Azerbaïdjan.

## Biographie
Fatma Mukhtarova est née à Ourmia, dans le nord-ouest de la Perse (aujourd'hui l'Azerbaïdjan occidental reste en Iran), dans la famille d'un Persan, selon d'autres sources, un Azerbaïdjanais  Abbas Rzaev, chanteur et joueur de Thar, et sa femme, une tatare polono-lituanienne Sary Khasenevich. Peu de temps après la naissance de leur fille, la famille déménage en Russie et s' installe à Rostov-on-Don. En 1901, le père de Fatma meurt à l'âge de 28 ans, et sa mère se remarie avec Sattar Mukhtarov, originaire de Perse. La famille vit au jour le jour et erre longtemps dans les villes de Russie, jusqu'à ce que, finalement, en 1910, ils s'installent à Saratov. Ici, la mère de Mukhtarova la donne "en apprentissage" à des chanteurs de rue. Bientôt, la jeune fille, sous le nom de Katya la meuleuse d'orgue, vêtue d'un costume ukrainien, joue avec succès en accompagnement d'un tambourin et d'un accordéon dans les rues, les places et les portes des usines de Saratov. L'une de ses premières auditrices est la jeune Lidia Rouslanova, alors ouvrière d'usine, émue par le chant de la jeune fille et lui donnant tout l'argent qu'elle avait avec elle.

## Début de la carrière

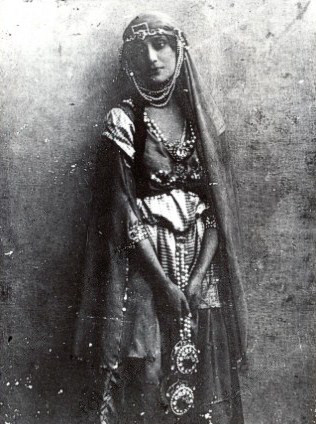
Fatma Mukhtarova en tenue de scène.

Elle s'entretient avec Nikolay Arkhangelsky, le rédacteur en chef de "Saratovski listok". Arkhangelsky, qui est un intellectuel et un amateur de théâtre et d'opéra lui organise un concert caritatif à l'école de musique. Assez d'auditeurs se réunissent pour le concert et, par conséquent, l'argent collecté permet à Fatma d'étudier au Conservatoire de Saratov.
Après avoir étudié au Conservatoire pendant 2 ans, elle quitte Saratov pour Moscou, où elle rencontre le célèbre musicien Fiodor Chaliapine.
Après avoir étudié au Conservatoire pendant 2 ans, Fatma Mukhtarova quitte Saratov pour Moscou, où elle rencontre le célèbre musicien Fiodor Chalapine.
En 1914, Fatma Mukhtarova épouse Alexandre Malinin. Elle a 1 fille de ce mariage.
Après avoir été diplômé du Conservatoire de Saratov, F.Mukhtarova chante dans les théâtres d'opéra des villes à Moscou, Saratov, Saint-Pétersbourg, Kiev, Kharkiv, Odessa. Elle devient soliste du Théâtre académique d'opéra et de ballet d'Azerbaïdjan en 1938-1953.
Plus tard, la chanteuse est invitée au théâtre d'opéra de Zimine et y chante jusqu'en 1917. Depuis 1920, F.Mukhtarova se produit également dans les théâtres d'opéra des villes de Kazan, Leningrad, Kiev, Kharkiv, Odessa, Tbilissi, etc. 
Le sommet de sa créativité est Carmen (Carmen, Georges Bizet).

## Récompenses et prix
- Titre honorifique Artiste du peuple de la RSS d'Azerbaïdjan (23 avril 1940)
- Artiste émérite de la RSS de Géorgie (1936)
- Bannière rouge du travail
- Ordre Insigne d'honneur (25 février 1946)

## References
1. ↑   Azərbaycan Qadın Ensiklopediyası. Bakı: Azərbaycan Milli Ensiklopediyası nəşriyyatı. 2002. səh. 22.
2. ↑  Axundov, İmran. Fatma Muxtarova. Bakı. 2019.
3. ↑  Мухтарова Фатьма Саттаровна". Большая биографическая энциклопедия.